# Gyairong (köpinghuvudort i Kina, Qinghai Sheng, lat 33,27, long 96,42)
Gyairong (kinesiska: 结隆, 结隆乡, 隆宝, 隆宝镇, 尕涅) är en köpinghuvudort i Kina. Den ligger i provinsen Qinghai, i den nordvästra delen av landet, omkring 610 kilometer sydväst om provinshuvudstaden Xining. Antalet invånare är 7 313. Befolkningen består av 3 565 kvinnor och 3 748 män. Barn under 15 år utgör 34 %, vuxna 15-64 år 60 %, och äldre över 65 år 4,0 %.
Runt Gyairong är det mycket glesbefolkat, med 6 invånare per kvadratkilometer. Det finns inga andra samhällen i närheten. Trakten runt Gyairong består i huvudsak av gräsmarker.
Genomsnittlig årsnederbörd är 703 millimeter. Den regnigaste månaden är juli, med i genomsnitt 154 mm nederbörd, och den torraste är november, med 3 mm nederbörd.